# Le Ribay
Ribay – miejscowość i gmina we Francji, w regionie Kraj Loary, w departamencie Mayenne.
Według danych na rok 1990 gminę zamieszkiwało 476 osób, a gęstość zaludnienia wynosiła 27 osób/km² (wśród 1504 gmin Kraju Loary Ribay plasuje się na 854. miejscu pod względem liczby ludności, natomiast pod względem powierzchni na miejscu 662.).